# 霄敖
霄敖（？—前758年），芈姓，熊氏，名坎，若敖之子，在位六年后卒，子熊眴立，是为蚡冒。
《清华大学藏战国竹简.楚居》（《清华简.楚居》）上名为宵敖熊鹿，包山楚简亦作熊鹿；《韩非子》中的楚厉王即是宵敖熊鹿。据《楚居》，当为“若敖—蚡冒—霄敖—楚武王”。“若敖—霄敖—蚡冒—楚武王”的世系有误。
| 前任： 父若敖 | 楚國君主 前764年-前758年 | 繼任： 子蚡冒 |